# 单手键盘
单手键盘（one-hand typing），是一种可以用来单手输入的键盘。一般情况下，单手键盘有着特殊的设计或者特殊的布局，以便使用者能便捷快速输入各种字符或软件特定的功能
早期，人们通常认为这类型的设备主要是为残障人士准备的，但是图形界面系统的日益普及，人们越来越离不开鼠标，手在鼠标和键盘间反复移动让人们不胜其烦。越来越多的人开始通过改变键盘布局的方式实现单手输入，腾出一只手来操作鼠标、翻阅资料、或是喝咖啡。而键盘生产商也意识到这是一个机会，适时的推出了各种单手键盘产品。

## Maltron
Single-handed keyboards

## Matias
Half Keyboard （页面存档备份，存于）

## 其他

### keypad
左手
右手

### keyboard
左手
右手

## 单手键盘布局
不少研究人员针对单手输入的特点，开发出不少基于标准键盘上使用单手输入的键盘布局方案，并提供相应的开源软件供大家下载使用。
比如entikey （页面存档备份，存于）、ngaih等